# Knight (motorfabrikant)

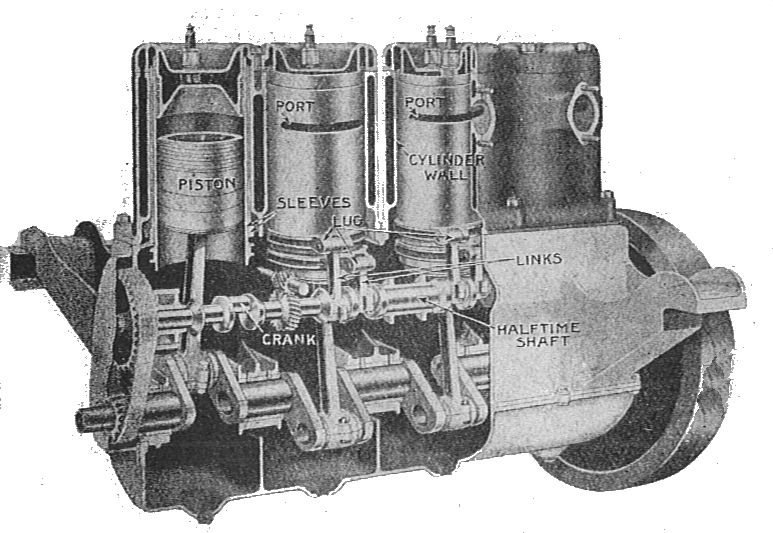
Knight sleeve-valve-motor

De Knight motor was een verbrandingsmotor, waarbij geen gebruik werd gemaakt van in- en uitlaatkleppen, maar van schuivende plaatjes, een schuivenmotor. De motor werd ontwikkeld door Charles Yale Knight (1868-1940) en vooral toegepast in de auto-industrie.
Knight stichtte samen met financier L.B. Kilbourne een motorenfabriek, waar de motor op grote schaal werd geproduceerd. Het bekendste model dat van de motor werd voorzien was de Willys-Knight. Veel andere fabrikanten verkochten ook modellen met de naam Knight in de typeaanduiding om de auto te onderscheiden van de reguliere modellen.
Knight maakte het ook mogelijk om de motor onder licentie te laten produceren. Daarbij ontving hij royalty's voor elke verkochte auto.
De schuivenmotor was betrekkelijk succesvol, maar de productiekosten waren hoog, waardoor de motor alleen in het duurdere autosegment toegepast kon worden. Daarbij kwam dat de prestaties van de motor achterbleven en de betrouwbaarheid, door de complexe bouwwijze, te laag was.
Van 1905 tot 1907 produceerde Knight ook zelf een auto, de Silent Knight. De naam sloeg op het relatief rustige karakter van de schuivenmotor in vergelijking tot de reguliere zijkleppers van die tijd.

## Autofabrikanten die de Knight schuivenmotor toepasten
- Brewster
- Columbia
- Daimler
- Falcon-Knight 1927-1929
- Laurin & Klement
- Mercedes-Benz
- Minerva
- Moline-Knight (1914-1919)
- Panhard et Levassor
- Peugeot
- Mors
- R&V Knight (1920-1924)
- Silent-Knight 1905-1907
- Stoddard-Dayton
- Stearns-Knight 1911-1929
- Avions Voisin (1919-1938)
- Willys-Knight 1915-1933
- Yellow Cab/Truck Co. (1923-1927)